# ألان روسكو
ألان روسكو (بالإنجليزية: Alan Roscoe)‏ هو ممثل أمريكي، ولد في 23 أغسطس 1886 في الولايات المتحدة، وتوفي في 8 مارس 1933 بلوس أنجلوس في الولايات المتحدة بسبب سرطان.

## أعمال

### أفلام
- (1917) كليوباترا
- (1920) آخر سلالة الموهيكيين

## وصلات خارجية
- ألان روسكو على موقع IMDb (الإنجليزية)
- ألان روسكو على موقع ألو سيني (الفرنسية)
- ألان روسكو على موقع أول موفي (الإنجليزية)
- ألان روسكو على موقع قاعدة بيانات الأفلام السويدية (السويدية)
- ألان روسكو على موقع قاعدة بيانات الفيلم (الإنجليزية)
- ألان روسكو على موقع كينوبويسك (الروسية)